# 天野政千代
天野 政千代（あまの まさちよ、1950年4月8日 - 2008年6月13日）は、日本の英語学者。博士（文学）（名古屋大学・1998年）。名古屋大学名誉教授。

## 略歴
秋田県男鹿市出身。秋田大学教育学部卒業。1977年、東北大学大学院英文科博士課程満期退学。東北大学助手、広島大学専任講師、同大学助教授、名古屋大学文学部助教授、名古屋大学教授を経て、愛知学院大学教授、名古屋大学名誉教授。1998年、論文「英語二重目的語構文の統語構造に関する生成理論的研究」で名古屋大学より博士号を取得。1999年、市河賞受賞。2007年、日本英語学会会長。

## 著書
- 『英語二重目的語構文の統語構造に関する生成理論的研究』英潮社 1998
- 『言語要素の認可 動詞・名詞句・副詞』研究社出版 1999

### 共著
- 『英語学入門講座 第8巻　英語の文法』有村兼彬共著 英潮社新社 1987
- 『助動詞do 起源・発達・機能』中尾祐治共編 英潮社 1994
- 『ワードパル和英辞典』荒木一雄共編 小学館 2001